# Los Angeles Times Book Prize

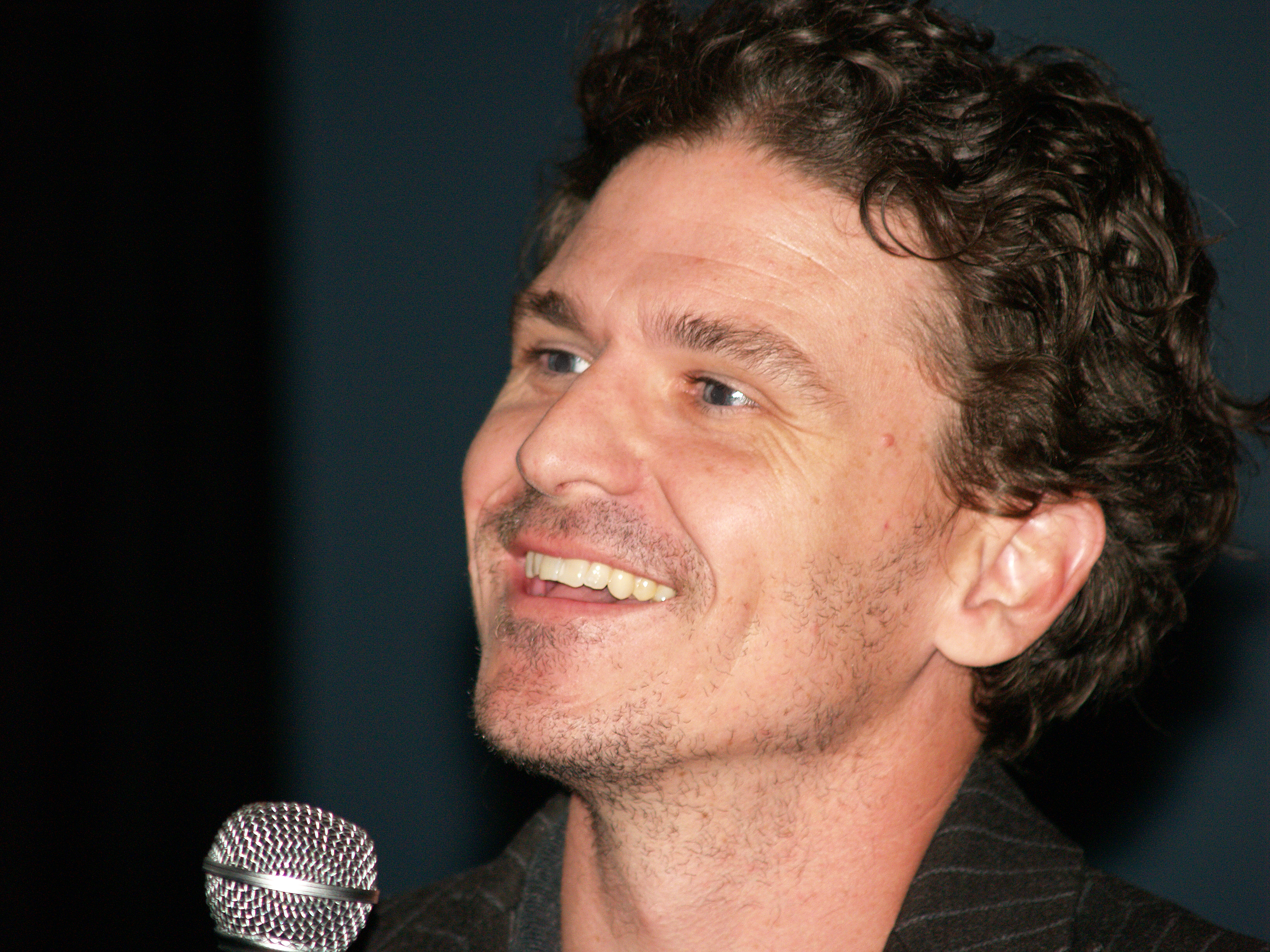
David Eggers, doble ganador del Los Angeles Times Book Prize en 2009

El Los Angeles Times Book Prize es un premio literario que desde 1980 el periódico Los Angeles Times otorga anualmente a diferentes libros en una serie de categorías. Los premios actualmente se entregan en nueve categorías: biografía, interés actual, ficción, primera ficción (el premio Art Seidenbaum incorporado en 1991), historia, misterio o thriller (categoría agregada en 2000), poesía, ciencia y tecnología (categoría agregada en 1989), y ficción para adultos jóvenes (categoría añadida en 1998). Además, el premio Robert Kirsch se otorga anualmente a un autor vivo con una conexión relevante con el oeste estadounidense. Lleva el nombre en honor a Robert Kirsch, el crítico literario de Los Angeles Times desde 1952 hasta su muerte en 1980, cuya idea era establecer dicho premio especial.
El programa Book Prize fue creado por Art Seidenbaum, editor literario de Los Angeles Times de 1978 a 1985. Se añadió un premio con el nombre de Seidenbaum un año después de su muerte, en 1990. Las obras son elegibles durante el año de su primera publicación en los EE. UU., deben ser en lengua inglesa, pero pueden pueden estar escritas originalmente en otros idiomas. El autor de cada libro ganador y el ganador del premio Kirsch reciben una invitación y 1000 dólares estadounidenses. Los premios se entregan el día antes del Los Angeles Times Festival of Books.